# Gekko vittatus
Gekko vittatus är en ödleart som beskrevs av  Houttuyn 1782. Gekko vittatus ingår i släktet Gekko och familjen geckoödlor. Inga underarter finns listade i Catalogue of Life.